# Коупланд (община)
Община „Коупланд“ (на английски: Borough of Copeland) е една от шестте административни единици в област (графство) Къмбрия, регион Северозападна Англия.
Населението на общината към 2008 година е 70 300 жители разпределени в множество селища на площ от 731.7 квадратни километра. Административен център на общината е град Уайтхейвън.
На територията на „Коупланд“ е разположен големият атомен комплекс „Селафийлд“, осигуряващ работа на значителна част от жителите на района. Намира се на 15 километра южно по бреговата линия от общинския център.

## География
Община „Коупланд“ е разположена в западната част на графството по бреговата линия към Ирландско море. В южна посока, естуарът на река Дъдон разделя „Коупланд“ от община Бароу на Фърнис. На около 50 километра западно от бреговете на общината е разположен Остров Ман.
Градове на територията на общината:
| град         | на английски | население |
| ------------ | ------------ | --------- |
| Уайтхейвън   | Whitehaven   | 25 500    |
| Милъм        | Millom       | 8000      |
| Егремонт     | Egremont     | 7444      |
| Клейтър Муур | Cleator Moor | 6963      |